# Villigt kommer ditt folk när du samlar din här
Villigt kommer ditt folk när du samlar din här är en karismatisk väckelsesång från 1970-talet. Texten innehåller längre fram ordet "morgonrodnaden" som återfinns i många bibelcitat. Sångtexten är inspirerad Psaltaren 110:3 och är tonsatt av Ylva Eggehorn.

## Publicerad i
- Frälsningsarméns sångbok 1990 som nr 869 under rubriken "Glädje, vittnesbörd, tjänst".